# Charles Edmond Villetard de Prunières
Charles Edmond Villetard de Prunières, dit Edmond Villetard (Paris, 20 octobre 1828 - Paris, 29 décembre 1889) est un homme de lettres français qui fut notamment directeur des Journaux officiels et directeur de la presse au ministère de l'Intérieur.

## Biographie
Il est le fils de Alexandre-Edmé Villetard de Prunières (°1781), caissier d'Assurance et maire de Saint-Romain-de-Popey, et le petit-fils du sénateur comte Alexandre Edmé Pierre Villetard de Prunières.
Edmond Villetard est admis à l'École normale supérieure en 1849 et devient professeur à La Rochelle en 1856. Il se lance ensuite dans le journalisme et écrit des articles pour divers journaux : La Revue contemporaine ou encore La Revue européenne. Il devient conférencier à l'Opinion nationale, rédacteur en chef au Courrier du dimanche (1862) puis au Journal des débats. Rédacteur au Soir, il s'y fait l'avocat du gouvernement républicain du 4 septembre 1870 en soutenant Adolphe Thiers dans sa volonté de fonder une république conservatrice. Nommé membre de la commission d'examen des ouvrages dramatiques et inspecteur des théâtres en 1874, il est ensuite nommé rédacteur en chef du Journal officiel ainsi que directeur de la presse au ministère de l'Intérieur. Il quitte ces fonctions publiques pour réintégrer le secteur privé et collabore au Moniteur universel.
On lui doit plusieurs ouvrages dont :
- Histoire de l'Internationale, Paris : Garnier frères, 1872
- L'insurrection du 18 mars (1872).

En collaboration avec Adolphe Belot, il fit jouer en 1859 au théâtre de l'Odéon Le testament de César Girodot, pièce qui compta plus de 500 représentations.